# Sant Josep de Fontdepou (poble)
Sant Josep de Fontdepou és una entitat de població catalana pertanyent al municipi d'Àger, a la comarca de la Noguera.